# Rathenauplatz (Nürnberg)
Der Rathenauplatz ist ein Platz im Nürnberger Stadtteil Gärten bei Wöhrd, am nordöstlichen Rand der Sebalder Altstadt.

## Geographie

### Lage
Der Platz liegt am östlichen Altstadtrand zwischen dem Laufer- und dem Wöhrder Tor. Im Norden treffen Äußerer Laufer Platz / Laufer Tor (aus der Altstadt), Maxtormauer und Maxtorgraben (entlang der Stadtmauer), Bayreuther Straße (Richtung Stadtteil Schoppershof) und Sulzbacher Straße (Richtung Erlenstegen) auf den Platz, im Süden Innere Cramer-Klett-Straße / Wöhrder Tor (aus der Altstadt), Laufertorgraben (entlang der Stadtmauer) sowie Äußere Cramer-Klett-Straße (Richtung Wöhrd). Zwischen diesen beiden Straßenschnittpunkten im Norden wie im Süden befindet sich der Rathenauplatz.

### Name
Der Rathenauplatz wurde im Verlauf seiner Geschichte mehrmals umbenannt. Seine älteste und somit erste Bezeichnung war Äußerer Laufertorplatz, die 1917 zu Ehren Paul von Hindenburgs, in Hindenburgplatz geändert wurde. 1922, nach der Ermordung des Reichsministers Walther Rathenau, folgte nach Vorschlag der sozialdemokratischen Mehrheit im Stadtrat die Umbenennung in Rathenauplatz. Nach der Machtergreifung durch die Nationalsozialisten wurde der Platz 1933 in Feldmarschall-Hindenburg-Platz rückbenannt, was 1946 zu Gunsten des heutigen Namens rückgängig gemacht wurde.

## Sehenswürdigkeiten
Am Nordwestrand des Platzes, am Eingang Richtung Sebalder Altstadt, befinden sich mit dem Laufer Torturm und dem Laufertorzwinger die Überreste des 1879/1880 entfernten Laufer Tores. Daran schließt sich Richtung Norden die Maxtormauer und der Maxtorgraben an. Südwestlich des Rathenauplatzes schließt sich die Laufertormauer mit der nach Abbruch der Wöhrdertorbastei 1871 entstandenen, als Wöhrder Tor bezeichneten Öffnung, an. Östlich davon, auf der anderen Straßenseite, liegt der Cramer-Klett-Park.
In der gleichnamigen U-Bahn-Station befinden sich zwei Großkunstwerke, die von Gregor Hiltner gestaltet wurden. In nördlicher Fahrtrichtung ist zur Linken ein dynamisiertes Porträt von Theodor Herzl und zur Rechten eines des namensstiftenden Walther Rathenau, beide jeweils als Großmosaikarbeiten, zu erkennen.

## Bebauung
Die Ostseite des Platzes, zwischen Sulzbacher Straße im Norden und Äußerer Cramer-Klett-Straße im Süden, prägen Bürogebäude. Dort befinden sich die Zentralen der TeamBank und der UniVersa-Versicherungen sowie Filialen der Fürst Fugger Privatbank, der Teambank und der Nürnberger Versicherung. Entlang der Westseite des Platzes erstreckt sich eine Grünanlage, die sich auf den Resten der 1874 geschleiften Stadtmauer befindet.
An der Stelle des heutigen Umspannwerks, das am südlichen Ende der Grünanlage zwischen Rathenauplatz und Laufertormauer steht, befand sich zwischen 1927 und 1933 das erste Nürnberger Planetarium. Es wurde auf Bestreben von Gauleiter Julius Streicher 1934 abgerissen; nach dem Krieg wurde am Plärrer ein neues Planetarium errichtet.

## Verkehr
Der Rathenauplatz gehört  zu den verkehrsreichsten Plätzen in Nürnberg. Hier treffen mit der Bayreuther und Sulzbacher Straße (ab der Ringstraße als B 2 bzw. B 14 bezeichnet) zwei Ausfallstraßen und der Nürnberger Altstadtring aufeinander.
Auch im öffentlichen Personennahverkehr spielt der Platz als Knotenpunkt eine wichtige Rolle. In dem gleichnamigen U-Bahnhof verzweigen sich die U-Bahnlinien U2/U21 (Richtung Flughafen bzw. Ziegelstein) und U3 (Richtung Friedrich-Ebert-Platz). An der oberirdischen Straßenbahnhaltestelle hält die vom Hauptbahnhof kommende Straßenbahnlinie 8 (Richtung Erlenstegen), außerdem gibt es Bushaltestellen, die von den Stadtbuslinien 36 und 94 sowie der OVF-Linie 340 bedient werden.
Zudem befindet sich eine VAG Rad-Station auf dem Platz, an der auch zwei Lastenräder zur Verfügung stehen.

## Galerie

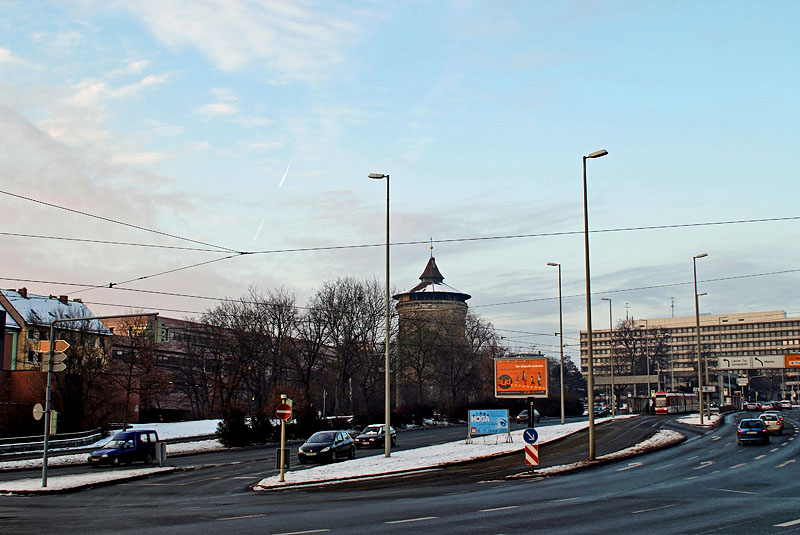
Rathenauplatz von Süden
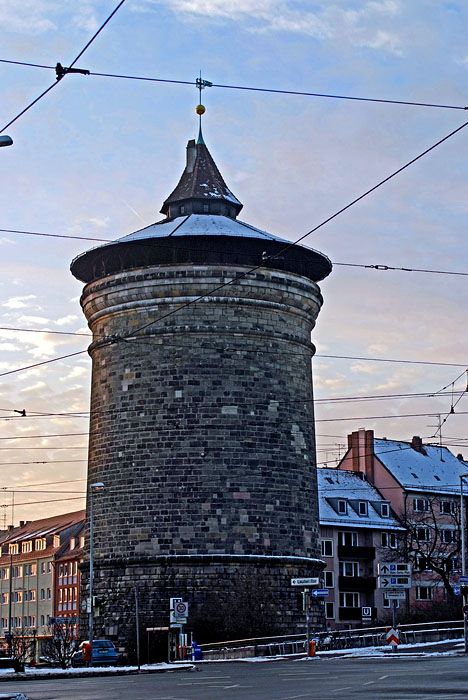
Laufer Torturm
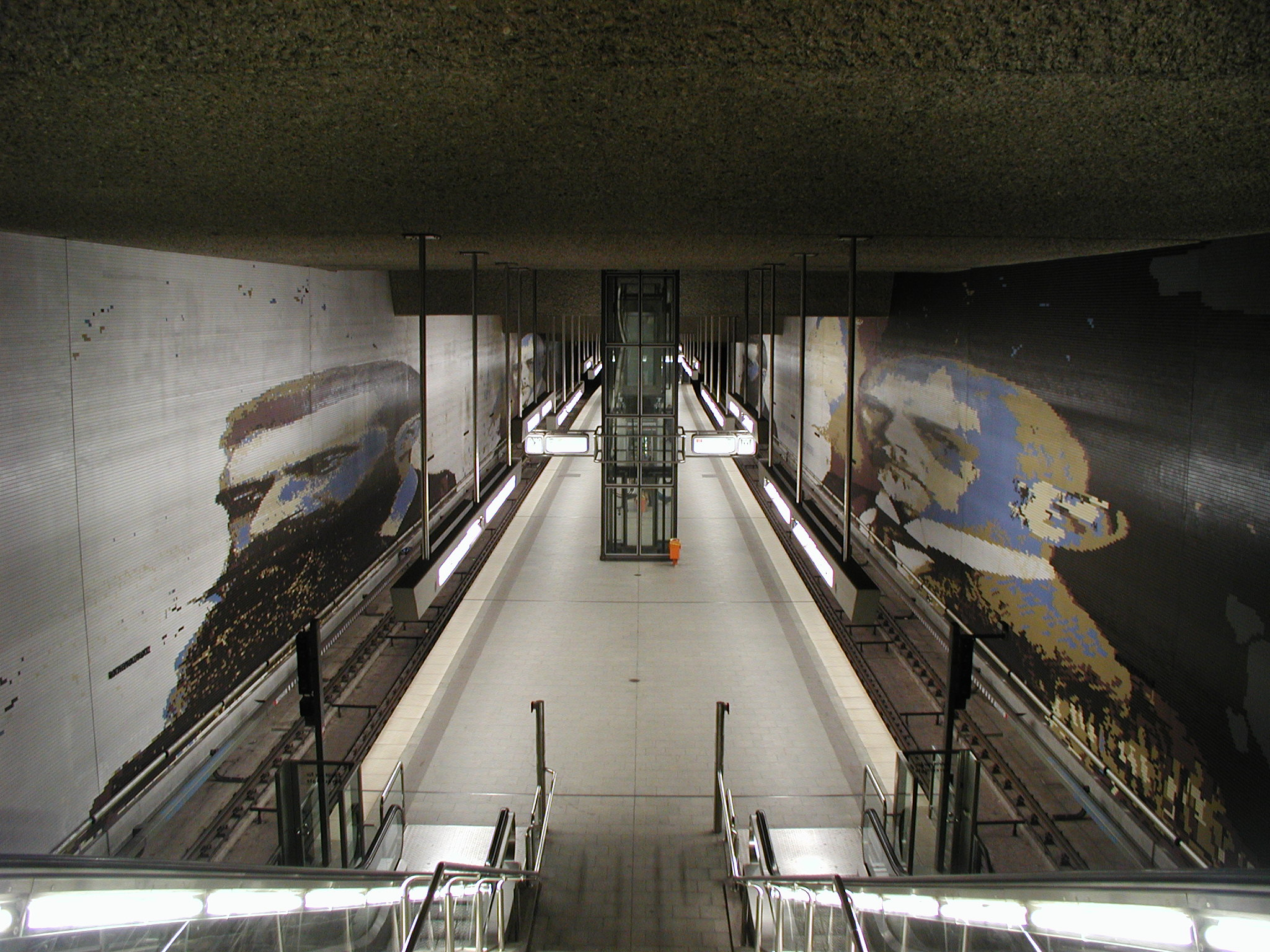
Der U-Bahnhof
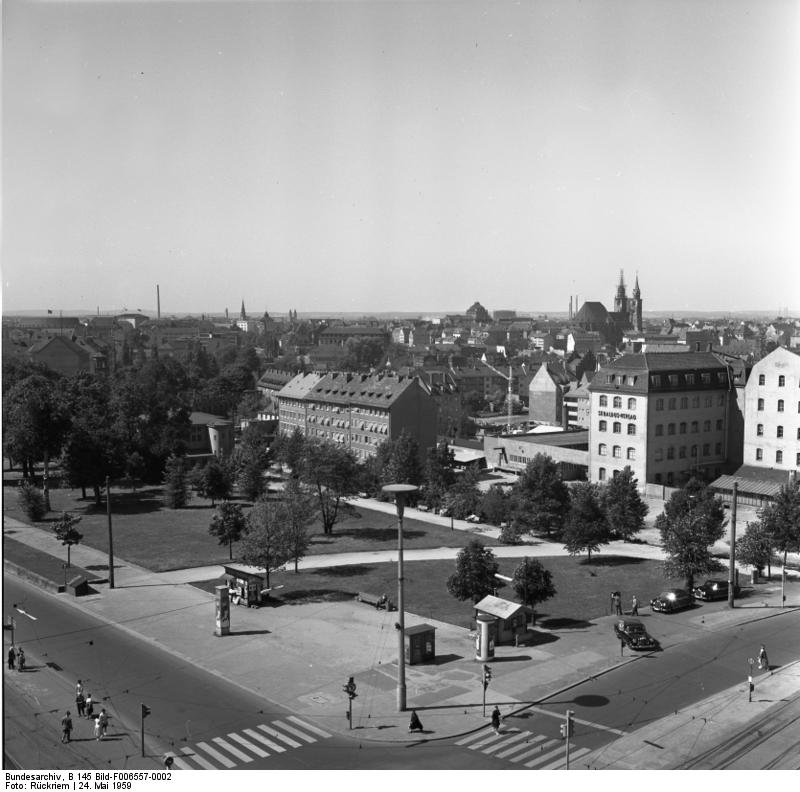
Rathenauplatz, Mai 1958